# Эллер, Уолтон
Уолтон «Гленн» Эллер (англ. Walton "Glenn" Eller, род. 6 января 1982 года в Хьюстоне, США) — американский стрелок, олимпийский чемпион 2008 года, участник 5 подряд Олимпийских игр (2000—2016). Специализируется в дисциплине дубль-трап. Является военнослужащим армии США.